# Star Trek: Strange New Worlds
Star Trek: Strange New Worlds, nota nel fandom anche con la sigla SNW, è una serie televisiva statunitense ambientata nell'universo fantascientifico di Star Trek (l'ottava serie live action; la tredicesima, considerando anche le serie animate e antologiche). La serie è uno spin-off della serie televisiva Star Trek: Discovery, più precisamente della sua seconda stagione, quando Pike ha capitanato temporaneamente la USS Discovery, ed è stata anticipata dai tre episodi della seconda stagione della serie antologica Star Trek: Short Treks: Q&A, The Trouble with Edward e Ask Not. Al contempo è uno spin-off e prequel della serie classica e un sequel dell'episodio pilota Lo zoo di Talos.
Annunciata a maggio 2020, Star Trek: Strange New Worlds racconta la seconda missione quinquennale del capitano Cristopher Pike a bordo della USS Enterprise NCC-1701, prima del comando affidato a James T. Kirk, e ha come protagonisti gli attori Anson Mount (Christopher Pike), Ethan Peck (Spock) e Rebecca Romijn (Una Chin-Riley). Questi personaggi sono apparsi per la prima volta nell'originale pilota della serie classica, Lo zoo di Talos, e nella seconda stagione della serie Discovery.
Il creatore Akiva Goldsman ha pensato la serie a episodi auto-conclusivi, simile alla serie classica e a The Next Generation. La serie è stata distribuita su Paramount+ dal 5 maggio 2022. La seconda stagione è stata distribuita nel giugno 2023, la terza stagione è trasmessa nel 2025, e nello stesso anno sono iniziate le riprese della quarta stagione. Nel giugno 2025 è stata annunciata la quinta e ultima stagione, composta da sei episodi.
Strange New Worlds si è aggiudicata numerosi premi. Nel 2022 la serie si è aggiudicata un Saturn Award come miglior serie di fantascienza in streaming e un Legacy Award durante le cerimonie degli Hollywood Critics Association Television Awards. Nel 2023 si è aggiudicata 3 Canadian Costume Awards, durante la serata della premiazione tenutasi a Toronto il 5 marzo: Costume Design Excellence in Sci-Fi/ Fantasy Television, Excellence in Crafts Award in Textiles ed Excellence in Crafts Award in Building.

## Trama
(Christopher Pike)
La serie segue i viaggi dell'astronave della Flotta Stellare USS Enterprise (NCC-1701), capitanata da Christopher Pike, durante la sua seconda missione quinquennale (2259-2264), ovvero quella che precede la missione quinquennale del capitano James T. Kirk narrata nella serie televisiva Star Trek. La serie prende il via dalla data stellare 1738.12 (2259), un paio d'anni dopo i fatti accaduti nella seconda stagione della serie televisiva Star Trek: Discovery, quando Pike ha capitanato temporaneamente la USS Discovery.
Ogni episodio ha inizio con il diario di un ufficiale dell'Enterprise, non sempre con il diario di bordo del capitano, ed esplora la psicologia e il background dei singoli personaggi. Christopher Pike è tormentato dalla visione avuta, grazie al contatto con il cristallo temporale sul pianeta klingon Boreth, del suo incidente nel futuro e deve fare i conti con la consapevolezza del futuro che l'aspetta alla fine di questa missione. Una Chin-Riley deve affrontare l'opinione dell'equipaggio nei suoi confronti, che la percepiscono severa e fredda, e al contempo i pregiudizi della Federazione nei confronti del suo popolo, gli Illyriani, poiché fanno uso di modificazioni genetiche proibite nella Federazione. Spock deve confrontarsi con la sua natura umana e portare avanti il proprio rapporto amoroso complicato con T'Pring. La'an è perseguitata dalle atrocità subite durante la sua infanzia da parte dei Gorn e con il proprio retaggio famigliare, discendendo da Khan Noonien Singh. Uhura deve superare la propria inesperienza come cadetto a bordo dell'Enterprise e affrontare il nonnismo dell'equipaggio, ma è forte di una eccezionale capacità linguistica, parlando correntemente 32 lingue.

## Episodi
| Stagione         | Episodi | Pubblicazione USA | Pubblicazione Italia |
| ---------------- | ------- | ----------------- | -------------------- |
| Prima stagione   | 10      | 2022              | 2022                 |
| Seconda stagione | 10      | 2023              | 2023                 |
| Terza stagione   | 10      | 2025              | 2025                 |

## Personaggi e interpreti
- Christopher Pike (stagioni 1-3), interpretato da Anson Mount, doppiato da Marco Vivio.[16][17]
Pike è il capitano della USS Enterprise.[18]
- Spock (stagioni 1-3), interpretato da Ethan Peck, doppiato da David Chevalier.[16][17]
Vulcaniano, ufficiale scientifico a bordo della USS Enterprise.[18]
- Una Chin-Riley, soprannominata Numero Uno (stagioni 1-3), interpretata da Rebecca Romijn, doppiata da Francesca Fiorentini.[16][17]
Primo ufficiale della USS Enterprise e seconda in comando dopo il capitano Pike.[18]
- La'an Noonien-Singh (stagioni 1-3), interpretata da Christina Chong, doppiata da Sara Ferranti.[17]
Una lontana discendente di Khan Noonien Singh che presta servizio a bordo dell'Enterprise in qualità di ufficiale di plancia capo della sicurezza.[16][19]
- Joseph M'Benga (stagioni 1-3), interpretato da Babs Olusanmokun, doppiato da Gianluca Cortesi.[17]
Medico di bordo dell'Enterprise.[16]
- Christine Chapel (stagioni 1-3), interpretata da Jess Bush, doppiata da Ughetta d'Onorascenzo.[17]
Infermiera a bordo dell'Enterprise.[16]
- Nyota Uhura (stagioni 1-2), interpretata da Celia Rose Gooding, doppiata da Chiara Oliviero.[17]
Cadetta e successivamente guardiamarina a bordo dell'Enterprise.[16]
- Erica Ortegas (stagioni 1-3), interpretata da Melissa Navia,[16] doppiata da Eva Padoan.
Ufficiale di plancia con il ruolo di timoniere.
- Hemmer (stagione 1), interpretato da Bruce Horak,[16] doppiato da Francesco De Francesco.
Aenar, cioè un Andoriano albino e cieco, è l'ufficiale ingegnere capo dell'Enterprise.[16]
- Pelia (stagione 2-3), interpretata da Carol Kane,[20] doppiata da Stefanella Marrama.
 Lanthanitiana, è il nuovo ingegnere capo dell'Enterprise.
- Montgomery Scott (stagioni 1-3), interpretato da Matthew Wolf (solo voce) e da Martin Quinn, doppiato in italiano da Alex Polidori.
Tenente tecnico, sale a bordo dell'Enterprise durante l'attacco dei Gorn, per divenire successivamente parte dell'equipaggio dell'astronave.

## Specie
Accanto alle specie aliene già viste nelle precedenti serie televisive che precedono Strange New Worlds nella cronologia di Star Trek, quali la serie classica, Enterprise e Discovery, come ad esempio i Vulcaniani o gli Aenar (una sottospecie degli Andoriani cui appartiene il tenente Hemmer), nuove specie precedentemente non apparse nelle serie canoniche vengono introdotte in quasi ogni nuovo episodi di questa serie, come i Kiley, una società precurvatura che entra erroneamente in possesso della tecnologica materia/antimateria della Federazione, o gli Shepherd (lett. "Pastori"), una sorta di "guardiani" di una tecnologia aliena antichissima.

## Produzione

### Antefatti
Quando Alex Kurtzman, il co-creatore e produttore esecutivo di Star Trek: Discovery, ha chiesto ad Akiva Goldsman di unirsi alla serie in qualità di produttore di supporto, questi, basandosi sulle voci circolate su Internet, credeva si trattasse di un prequel della serie classica, che avrebbe seguito le avventure della USS Enterprise NCC-1701 sotto il comando del capitano Christopher Pike e, sotto suo suggerimento, l'Enterprise è stata introdotta nel finale della prima stagione di Discovery. Il co-showrunner, Aaron Harberts, voleva esplorare maggiormente il personaggio di Pike, che non era stato approfondito nella serie classica, ma era meno interessato a esplorare il resto dell'equipaggio dell'Enterprise, in particolare Spock, date le sue già numerose apparizioni all'interno del franchise. Era inoltre riluttante nell'avere attori come Leonard Nimoy o Zachary Quinto a interpretare il personaggio. Ad ogni modo, l'inserimento di Spock nella seconda stagione di Discovery venne confermata nell'aprile del 2018. Anson Mount venne scelto per interpretare il capitano Pike e in luglio venne rivelato che Rebecca Romijn avrebbe interpretato il personaggio, già apparso ne Lo zoo di Talos, del Numero Uno. Mount e Romijn firmarono un accordo di un anno per recitare nella serie, come parte dello sforzo da parte dei produttori di allineare maggiormente Discovery al canone di Star Trek, più di quanto fosse stato fatto nella prima stagione. In agosto venne rivelato che Ethan Peck avrebbe indossato i panni di Spock.

### Sviluppo
Nel giugno del 2018, dopo essere diventato l'unico showrunner di Discovery, Kurtzman ha firmato un accordo quinquennale con la CBS per espandere il franchise di Star Trek oltre a Discovery, attraverso diverse nuove serie, miniserie e serie animate. Anson Mount ha lasciato Discovery dopo il finale della seconda stagione e i fan hanno iniziato a chiedergli di riprendere il ruolo di Pike in una serie spin-off ambientata sull'Enterprise assieme a Rebecca Romjin ed Ethan Peck. Mount e Peck hanno entrambi risposto positivamente all'idea. Anson Mount ha affermato che le riprese di Discovery erano difficili e che il suo ritorno avrebbe comportato "molte conversazioni creative", ma ha aggiunto di non aver mai avuto una risposta così positiva da parte del pubblico come avvenuto con il ruolo di Pike, che "ha cambiato la [sua] vita". Anche Kurtzman ha espresso interesse per l'idea, affermando: "I fan sono stati ascoltati, tutto è possibile nel mondo di Star Trek".
Al Comic-Con di San Diego del 2019, Alex Kurtzman ha annunciato che la seconda stagione della serie antonlogica Star Trek: Short Treks avrebbe incluso tre cortometraggi con protagonista l'equipaggio dell'Enterprise. Ha detto che questa era una soluzione per riportare sullo schermo quei personaggi e quegli attori, ma che non avrebbe loro impedito di continuare in seguito con una vera e propria serie spin-off. Nel gennaio 2020 Kurtzman ha affermato che erano in corso discussioni e trattative su come si sarebbe dovuto sviluppare la serie spin-off e che c'erano "idee che andavano e venivano" con Goldsman, che era passato dalla produzione di Discovery a quella di Star Trek: Picard. Kurtzman, inoltre, era del parere che un potenziale nuovo spin-off avrebbe dovuto svilupparsi come serie televisiva, piuttosto che come miniserie e ha affermato che potrebbe esplorare i sette anni che intercorrono tra la seconda stagione di Discovery e l'incidente che ferisce gravemente Pike nella serie originale, così come si può apprendere dal doppio episodio L'ammutinamento. Kurtzman ha in seguito dichiarato che due serie di Star Trek non ancora annunciate erano in fase di sviluppo per CBS All Access, e che lo spin-off sarebbe stato uno di questi in marzo.
A maggio 2020 CBS All Access ha commissionato ufficialmente la serie Star Trek: Strange New Worlds, con protagonisti Anson Mount, Rebecca Romijn ed Ethan Peck, che hanno confermato di riprendere i loro ruoli rispettivamente di Pike, Numero Uno e Spock. Kurtzman e Goldsman sono stati confermati nel ruolo di produttori esecutivi assieme alla loro collega produttrice di Star Trek Jenny Lumet; a Henry Alonso Myers, Heather Kadin e Aaron Baiers della società di produzione di Kurtzman, la Sectet Hideout; a Frank Siracura, John Weber ed Eugene Roddenberry (figlio del creatore di Star Trek Gene e dell'attrice Majel Barrett) e Trevor Roth, della Roddenberry Entertainment; mentre Akela Cooper e Davy Perez vengono scelti come co-produttori esecutivi. Goldsman ha scritto la sceneggiatura del primo episodio della serie, basata su una storia scritta assieme a Kurtzman e Lumet, ed è stato scelto come showrunner assieme a Myers. Goldsman rimane inoltre contemporaneamente anche produttore esecutivo e co-showrunner di Picard. Myers, scherzando, ha affermato che Lo zoo di Talos del 1965, il primo pilota della serie classica, che ha per protagonisti gli stessi personaggi di Strange New Worlds, potrebbe essere considerato anche il pilota della nuova serie, rendendolo "il più lungo tempo trascorso tra il pilota e l'inizio della serie nella storia della televisione".
A giugno 2020, Jonathan Frakes ha confermato che gli era stato chiesto di tornare come regista per la serie. Nel settembre 2020 ViacomCBS ha annuncitao che CBS All Access sarebbe stata allargata e rinominata Paramount+ nel marzo 2021. Viene annunciato che una seconda stagione della serie sarebbe entrata in produzione già nel novembre 2021, cosa confermata dal regista Jonathan Frakes un mese dopo. A marzo 2023, poco prima della messa in onda della seconda stagione, viene annunciata anche la terza, che viene messa in produzione nel dicembre dello stesso anno e le cui riprese sono terminate nel maggio 2024. Il 12 aprile 2024 viene annunciata la quarta stagione, che viene messa in produzione a inizio marzo 2025.
Nel giugno 2025, poco prima della pubblicazione della terza stagione, viene annunciata la quinta e ultima stagione, che sarà eccezionalmente composta da sei episodi. Kurtzman, Goldsman e Myers si sono detti «grati» per l'ultima stagione, dato che potranno completare la loro «missione pentastagionale».

### Sceneggiatura
Nel maggio 2020, al momento dell'annuncio ufficiale della produzione della serie, Goldsman aveva già scritto il primo episodio della serie e una room degli autori era in fase di allestimento entro luglio. La stesura dei primi dieci episodi è stata però interrotta entro la fine dello stesso mese. Ad agosto Kurtzman ha dichiarato di non essere stato in grado di proseguire di molto il lavoro delle sceneggiatura a causa della pandemia di COVID-19, il che ha portato anche a posticipare l'inizio della produzione. Egli sentiva che ciò che al pubblico piaceva di Pike, Spock e la Numero Uno in Discovery era il loro "incrollabile ottimismo" e ha affermato che Strange New Worlds avrebbe esplorato l'ottimismo con cui Pike continuava a capitanare l'Enterprise nonostante il proprio tragico futuro di cui era venuto a conoscenza durante la seconda stagione di Discovery. Myers era intenzionato a sfruttare la propria esperienza nella commedia, così come i talenti comici del cast della serie, per rendere la stessa più leggera rispetto alle più drammatiche Discovery e Picard, avvertendo che lo scopo della serie avrebbe dovuto essere quello di portare avanti il medesimo ottimismo della serie classica. Per lui era importante trasporre nella serie le questioni sociali e politiche contemporanee, così come avevano fatto tutti i precedenti progetti di Star Trek, ignorando gli elementi che caratterizzavano la serie classica che oggi non sarebbero più considerati appropriati, come ad esempio la caratterizzazione dei personaggi femminili, a favore di un approccio più moderno con una "prospettiva più ricca".
Kurtzman ha dichiarato a Deadline: "Faremo episodi a sé stanti. Ci sarà una serializzazione emotiva. Ci saranno due parti. Ci saranno archi di trame più ampie. Ma la serie è davvero un ritorno al modello alieno-della-settimana, pianeta-della-settimana, sfida-sulla-nave-della-settimana". Goldsman ha affermato che la serie sarà più episodica di Discovery e di Picard, con uno stile più vicino alla serie classica, anche se sfrutta la narrazione serializzata per sviluppare archi narrativi sui personaggi. Myers ha spiegato che gli sceneggiatori volevano portare una "sensibilità da personaggio moderno" a Star Trek nel modo in cui le storie di Star Trek venivano da sempre raccontate. "È un'astronave e sta viaggiando verso nuovi e strani mondi e racconteremo grandi avventure di fantascienza in modalità episodica, quindi abbiamo lo spazio per incontrare nuovi alieni, vedere nuove navi, visitare nuove culture".

### Casting
Anson Mount, Ethan Peck e Rebecca Romijn, protagonisti della serie, riprendono i rispettivi ruoli già interpretati in Discovery e Short Treks di Christopher Pike, Spock e Una Chin-Riley/Numero Uno. Questi personaggi sono stati introdotti per la prima volta nell'episodio pilota della serie classica Lo zoo di Talos (The Cage), con Jeffrey Hunter nei panni di Pike, Leonard Nimoy nei panni di Spock e Majel Barrett nei panni della Numero Uno. Per sviluppare il personaggio di Pike oltre il suo piccolo ruolo nella serie originale, gli autori si sono ispirati allo stile di comando di Anson Mount. Lo showrunner Akiva Goldsman ha affermato che a Mount piace trovare consenso all'interno di un gruppo, questo ha portato ad aggiungere un tavolo all'interno degli alloggi del capitano Pike nella serie, dove può riunire l'equipaggio e cucinare per loro.
All'inizio delle riprese è stato annunciato che Babs Olusanmokun, Christina Chong, Celia Rose Gooding, Jess Bush e Melissa Navia avrebbero interpretato altri personaggi principali della serie. I loro ruoli sono stati rivelati nel settembre del 2021: Jess Bush avrebbe ricoperto l'altro ruolo interpretato da Majel Barrett nella serie classica, l'infermiera Christine Chapel; Celia Rose Gooding avrebbe assunto il ruolo di Nyota Uhura, originalmente interpretata da Nichelle Nichols; Babs Olusamokun come Dr. M'Benga, ruolo interpretato in un episodio della serie classica da Booker Bradshaw; Christina Chong e Melissa Navia avrebbero interpretato i nuovi personaggi di La'an Noonien-Singh ed Erica Ortegas, mentre Bruce Horak è stato scelto per il ruolo di Hemmer.
Il primo episodio della serie introduce due personaggi della serie classica che hanno ruoli ricorrenti nella prima stagione: Gia Sandhu interpreta la fidanzata di Spock, T'Pring, ruolo sostenuto da Arlene Martel nell'episodio della serie classica Il duello (Amok Time); mentre Dan Jeannotte interpreta George Samuel "Sam" Kirk, il fratello del futuro capitano dell'Enterprise James T. Kirk, che è stato interpretato dallo stesso attore di Kirk, William Shatner nell'episodio della serie classica Pianeta Deneva (Operation: Annihilate!). Henry Myers ha riconosciuto che stavano reinterpretando una parte dell'episodio Il duello in modo diverso da come avevano fatto i fan in precedenza, per espandere il ruolo di T'Pring nella vita di Spock, ma ha ritenuto che ciò fosse necessario per esplorare questa parte della vita di Spock e ciò ha reso possibile espandere il personaggio di T'Pring in modi che si sono rivelati interessanti.
Un altro personaggio ricorrente introdotto nel primo episodio della serie è quello del viceammiraglio Robert April, interpretato da Adrian Holmes, il primo capitano dell'Enterprise NCC-1701. Il personaggio è apparso per la prima volta nell'episodio della serie animata Universi paralleli (The Counter-Clock Incident), che lo raffigurava come un commodoro caucasico più anziano, doppiato dall'attore James Doohan (già interprete di Montgomery Scott nella serie classica). Spiegando perché Holmes, un afroamericano, sia stato scelto per il ruolo di April in Strange New Worlds, Myers ha affermato che a lui e agli altri produttori è piaciuta la sua interpretazione e aveva il giusto peso drammatico per ricoprire il ruolo del "mitico" personaggio nella serie. Inoltre non pensava che scegliere un uomo di colore per la parte sarebbe stato un cambiamento controverso o avrebbe in qualche modo danneggiato il personaggio apparso nella serie animata, ritenendo che Roddenberry avrebbe potuto scegliere un cast più inclusivo se avesse realizzato la serie classica nel XXI secolo, piuttosto che negli anni sessanta. Michael Okuda e l'autore di Universi paralleli, Fred Bronson, hanno entrambi elogiato la scelta di Holmes.
Nel marzo 2022 è stato inoltre rivelato che Paul Wesley era stato scelto per interpretare il ruolo di James T. Kirk nella seconda stagione della serie, ruolo originalmente interpretato da William Shatner nella serie classica. La scelta di Wesley è stata annunciata prima della pubblicazione della prima stagione e grazie a foto delle riprese della seconda stagione a Toronto. Il co-showrunner Henry Alonso Myers ha messo in guardia i fan dal non fare troppe speculazioni sul coinvolgimento di Kirk nella serie, affermando che il personaggio era solo un ospite e non avrebbe ancora sostituito Pike come capitano dell'Enterprise, aggiungendo che potrebbe essere presentato in molti modi diversi, essendo Strange New Worlds una serie di fantascienza. Ha inoltre aggiunto che non volevano "lasciare una storia sul tavolo", decidendo di esplorare un giovane Kirk in questo periodo di tempo dopo aver già esplorato personaggi come Spock, Uhura e Christine Chapel che appaiono al fianco di Kirk nella serie classica.

### Design
La progettazione del design della serie è iniziata nell'agosto del 2020, con Jonathan Lee in qualità di scenografo. Myers ha affermato di essersi approcciato all'aspetto della serie come se Gene Roddenberry, il creatore di Star Trek, stesse realizzando la serie classica con la tecnologia e gli effetti speciali moderni, mantenendo gli elementi del design degli anni sessanta che funzionano anche in un progetto contemporaneo e un pubblico più sofisticato, evitando le parti che sembrano "dozzinali". Ha paragonato il progetto al primo film di Star Trek (1979), che aveva utilizzato un budget maggiore e migliori risorse per migliorare il design originale. Anson Mount ha affermato che i set hanno un "look moderno della metà del secolo degli anni sessanta. Ci sono alcuni pezzi che potresti considerare come una versione super elegante di Macy's nel 1967. Mantiene quell'atmosfera intrigante degli anni sessanta, ma in modo aggiornato". I set dell'Enterprise per Strange New Worlds sono stati sviluppati e aggiornati partendo da quelli realizzati per la seconda stagione di Discovery, con il set del ponte di comando più compatto e più vicino alle dimensioni del set della serie classica. I set sono stati progettati per funzionare come un'astronave pratica, con componenti e monitor grafici pre-programmati che reagivano agli attori.
Alla costumista Gersha Phillips, che ha lavorato anche alla serie Discovery, è stato affidato il reparto costumi congiuntamente a Bernadette Cross. Le divise della Flotta Stellare sono state aggiornate rispetto alla versione vista in Discovery. A proposito delle stesse, Anson Mount le ha definite "enormemente differenti da quelle di Discovery. Sono molto più comode, cadono in modo più natura e vengono usate meno cerniere. Sono più un ritorno al passato". Le divise mantengono i colori primari dei costumi della serie classica, con l'oro per gli ufficiali di comando e controllo, il blu per gli ufficiali scientifici e il rosso per le comunicazioni, l'ingegneria, la sicurezza e la tattica. Ogni divisione ha un'insegna che appare sul distintivo della Flotta Stellare e per questa serie sono stati aggiunti come motivo sulle spalle e sulle braccia di ogni tunica. Le ufficiali donne hanno la possibilità di indossare la tunica standard o una giacca più lunga con un aspetto simile alle divise in stile minigonna che le attrici indossavano nella serie classica. La tunica del dottor M'Benga è di colore azzurro e ha una falda sul davanti per assomigliare all'aspetto delle moderne uniformi mediche, mentre l'infermiera Chapel indossa una tuta bianca che è più simile alle divise mediche indossate in Discovery. Gli stivali che indossano gli ufficiali sono stati creati dallo stilista di calzature John Fluevog e sono una versione maggiormente futuristica degli "stivali in stile cubano" della serie classica. Gli stivali in pelle hanno un'insegna della Flotta Stellare in metallo sulla caviglia.
La Legacy Effects ha fornito le protesi per gli alieni della serie, di cui sono state introdotte nuove specie in quasi tutti gli episodi. Anche gli oggetti di scena sono stati ridisegnati, come i phaser, i tricorder e i comunicatori, che presentano tutti un design retro più vicino a quello della serie classica che a quello di Discovery. I titoli di testa della serie iniziano con una "sequenza di avvio" dell'Enterprise su cui Anson Mount recita il motto “Spazio: ultima frontiera...”, nella versione utilizzata in Star Trek: The Next Generation, piuttosto che in quella della serie classica, poiché Mount, così come Patrick Stewart, dice "per arrivare coraggiosamente dove nessuno è mai giunto prima", laddove William Shatner invece diceva "per arrivare coraggiosamente dove nessun uomo è mai giunto prima", che è considerata attualmente non inclusiva e "sessista".

### Riprese
Quando è stata annunciata la serie nel maggio del 2020, Goldsman ha dichiarato di non essere certo di quando la produzione sarebbe iniziata a causa della pandemia di COVID-19; in seguito, il 12 agosto dello stesso anno, Kurtzman ha dichiarato che le rirprese si sarebbero svolte nel 2021. Con l'inizio della pre-produzione, il 24 agosto 2020, Kurtzman ha affermato che in ottobre le riprese sarebbero state "un'operazione sistematizzata e militarizzata", a causa della pandemia. La troupe aveva sperimentato questo tipo di approccio alle riprese per la prima volta lavorando su Discovery. Ha spiegato che le riprese sarebbero state effettuate in "capsule", così da ridurre al minimo la potenziale diffusione del virus e ha aggiunto che, a causa dei ritardi dovuti alla pandemia, le riprese della serie sarebbero iniziate con sceneggiature più complete di quanto solitamente avviene nel mondo di Star Trek.
Le riprese sono iniziate il 18 febbraio del 2021 negli studi della CBS a Mississauga, in Ontario, con il titolo di lavorazione Lily and Isaac. Nonostante Goldsman ritenesse di non essere un visual director, ha voluto dare l'impronta al tono della serie dirigendo il primo episodio, perché ci stava pensando da quando aveva iniziato a lavorare a Discovery. Goldsman ha lavorato con Glen Keenan, che è divenuto il principale direttore della fotografia della serie, dopo aver lavorato con lo stesso ruolo nella seconda e terza stagione di Discovery. Magdalena Górka ha lavorato anch'ella come direttrice della fotografia durante la prima stagione. Keenan ha utilizzato i medesimi obiettivi Special Flare della Cooke Optics in formato anamorfico utilizzati in Discovery e ha inoltre utilizzato degli obiettivi anamorfici a pieno formato con lenti SF. Per coincidenza, il direttore della fotografia Philip Lanyon ha scelto di utilizzare obiettivi a pieno formato anche nella quarta stagione di Discovery, più o meno nello stesso periodo in cui Keenan li ha utilizzati in Strange New Worlds.
A causa delle restrizuioni dovute alla pandemia, le scene sul ponte sono state le uniche in cui l'intero cast principale ha potuto girare assieme. Anson Mount ha suonato della musica sul set in quei giorni, per aiutare il cast a legare. Così come avvenuto durante la quarta stagione di Discovery e per consentire la produzione virtuale della serie, anche per Strange New Worlds Paramount+ ha costruito un video wall basato sulla tecnologia StageCraft sviluppata per la serie Disney+ The Mandalorian. Il nuovo set virtuale è stato costruito a Toronto dalla società di effetti visivi Pixomodo e presenta uno schermo LED di 21x9,1 metri a 270° a ferro di cavallo, con l'aggiunta di pannelli LED sul soffitto, così da favorire l'illuminazione. La tecnologia utilizza come software il motore grafico Unreal Engine per visualizzare gli sfondi generati dal computer sugli schermi LED in tempo reale durante le riprese, che il supervisore agli effetti visivi Jason Zimmerman ha notato essere particolarmente indicato per creare i pianeti che vengono visitati dall'equipaggio dell'Enterprise nella serie. Riprese aggiuntive per la serie, per supportare questi effetti visivi, si sono svolte nel Nuovo Messico. Zimmerman ha supervisionato l'installazione e l'uso della tecnologia da remoto a Los Angeles. Sono stati necessari almeno quattro mesi per creare ogni sfondo visualizzato sul video wall, incluso il set della sezione ingegneria dell'Enterprise, che secondo Myers era diverso da qualsiasi set di ingegneria creato per Star Trek, grazie alla nuova tecnologia.
Goldsman completa le riprese dell'episodio pilota all'inizio di aprile 2021, ad eccezione delle scene che richiedono grandi gruppi di comparse, che non è stato possibile filmare a causa dei limiti imposti sul numero di persone ammesse sui set durante la pandemia. Sperava di poter concludere quelle scene subito dopo. Gli showrunner hanno incoraggiato i registi a dare ai propri episodi un aspetto e un tono peculiari, così da evidenziare l'approccio episodico della serie, caratteristica sulla quale Meyers ha affermato: "a volte è divertente, a volte orribile, a volte drammatico, a volte triste". Ad aprile un attore della serie è volato da Vancouver a Toronto prima di risultare positivo al COVID-19. Era entrato in contatto con alcuni membri del cast durante una prova dei costumi, prima di avere l'esito del test, e quelle persone sono dovute essere messe in quarantena, secondo i protocolli dello studio. Ma le rirpese della serie non sono state influenzate dall'accaduto e la regista Maja Vrvilo ha iniziato la produzione del secondo episodio entro il 26 aprile. Le riprese del settimo episodio, diretto da Sydney Freeland, si sono svolte nella settimana del 31 maggio, seguite da quelle dell'ottavo episodio, diretto da Amanda Row, nella settimana del 7 giugno. Le riprese dell'ultimo episodio della stagione, diretto da Christ Fisher, sono iniziate il 7 luglio. La produzione principale si è conclusa il 24 luglio, mentre ulteriori riprese per completare la stagione si sono svolte successivamente, per concludere ufficialmente le riprese l'11 ottobre.
Le riprese della seconda stagione sono iniziate il 1º febbraio 2022, nuovamente con il titolo di lavorazione di Lily and Isaac. Il 14 marzo Row ha iniziato a dirigere il terzo episodio della stagione. Jonathan Frakes si è recato a Toronto nella settimana del 4 aprile per dirigere un episodio della stagione, dopo che gli è stato impedito di lavorare alla prima stagione a causa della modifica della pianificazione delle sue regie nella serie Picard, dovute alla pandemia. Le riprese del sesto episodio sono iniziate nella settimana dell'11 aprile. La produzione della seconda stagione è terminata il 1º luglio 2022; quella della terza stagione a fine maggio 2024.

## Colonna sonora
A dicembre 2020 il compositore delle colonne sonore di Discovery e Picard, Jeff Russo e Kurtzman avevano discusso della colonna sonora di Strange New Worlds, compreso come "sarebbe dovuta essere trattata musicalmente", ma a quel punto non era ancora stato determinato se Russo sarebbe stato coinvolto o meno nella colonna sonora dello spin-off. Nel febbraio 2022 è stato rivelato che Russo aveva composto la musica dei titoli della serie, mentre Nami Melumad aveva composto il resto della colonna sonora. Al momento dell'annuncio, Melumad, che in precedenza aveva composto la colonna sonora di Star Trek: Prodigy e di un episodio di Star Trek: Short Treks, stava registrando la musica all'Eastwood Scoring Palcoscenico, presso gli studi Warner Bros., in California. Per la musica della prima stagione è stata utilizzata un'orchestra più piccola, rispetto a quella impiegata da Russo nelle colonne sonore di Discovery e Picard. La registrazione dell'orchestra è avvenuta con tutti i componenti in presenza, pur rispettando i protocolli di sicurezza per la pandemia da COVID-19. Melumad ha affrontato ogni episodio della serie come se si trattasse di un film, sviluppando alcuni motivi ricorrenti e includendo alcuni richiami alla musica del passato di Star Trek. Il tema principale della serie è un adattamento moderno del tema originale di Star Trek composto da Alexander Courage.

## Promozione
Tra ottobre e novembre 2019 vengono pubblicati su CBS All Access i primi tre episodi della seconda stagione della serie antologica Star Trek: Short Treks: Q&A, The Trouble with Edward e Ask Not. I tre episodi, mai doppiati in italiano, rappresentano una sorta di trailer della nuova serie e vedono infatti protagonisti Pike, Chin-Riley e Spock a bordo dell'Enterprise.
Nel luglio del 2020 Kurtzman ha promosso la serie durante una tavola rotonda virtuale per il Comic-Con di San Diego, in cui Anson Mount, Rebecca Romijn ed Ethan Peck hanno partecipato a una conferenza sul finale della seconda stagione di Discovery e su anticipazioni riguardo Strange New Worlds. L'8 settembre 2020 CBS All Access ha trasmesso in streaming un evento di 24 ore per celebrare il 54º anniversario della prima messa in onda della serie classica. L'evento comprendeva una maratona di episodi da tutte le serie del franchise di Star Trek, alternati a delle tavole rotonde riguardanti le varie serie di Star Trek. Tra queste vi era la prima tavola rotonda ufficiale su Strange New Worlds, che vedeva la presenza di Anson Mount, Rebecca Romijn, Ethan Peck, Akiva Goldsman, Henry Alonso Myers, Akela Cooper e Davy Perez, che hanno parlato a proposito della nuova serie e del loro approccio allo sviluppo della stessa. Nel febbraio 2021 Mount e Peck sono apparsi in una campagna di marketing per la 55ª edizione del Super Bowl, pubblicizzando il servizio di streaming rinominato Paramount+. Un video che presentava il cast della serie e i personaggi da questi interpretati è stato pubblicato durante l'evento virtuale per lo Star Trek Day 2021, che celebrava il 55º anniversario della serie classica.
Il cast e la troupe hanno promosso la serie all'evento Television Critics Association di febbraio 2022, dove è stato rivelato il primo poster. Lo stesso mese, mentre l'attesa da parte dei fan stava crescendo in attesa del trailer ufficiale, è stato diffuso un teaser trailer durante un'assemblea degli investitori della Paramount. La società non voleva che il filmato fosse reso pubblico nei post sui social e alcuni account di fan sono stati bloccati per aver fatto circolare screenshot del teaser. Il 9 marzo 2022 viene il teaser viene ufficialmente pubblicato sulle piattaforme social del canale Paramount+. Amanda Kooser di CNET lo ha definito "piuttosto diverso" da quello mostrato durante l'assemblea degli investitori, rispetto al quale il teaser ufficiale aveva un "approccio più atmosferico". Ha inoltre paragonato la scena che mostra Pike a cavallo nella neve alla serie Yellowstone. Anche altri commentatori hanno notato l'attenzione all'atmosfera, in particolare evidenziando la voce fuori campo di Rebecca Romijn a narrare il teaser. James Whitbrook di Gizmodo ha avanzato delle ipotesi sullo stato emotivo di Pike all'inizio della serie e l'impatto che la seconda stagione di Discovery ha avuto su di lui, mentre Witney Seibold di /Film ha affermato che, nonostante il titolo della serie, il teaser sembra indicare che "non si tratta di essere strani e nuovi. Si tratta di essere tradizionali e confortanti. Dopo alcune delle più recenti serie di Star Trek... forse questo ritorno alla familiarità è stata una mossa saggia".
Durante la settimana del 28 marzo 2022 vengono pubblicati i primi promo dei personaggi principali, che comprendono teaser incentrati sulle figure di Uhura e Noonien-Singh pubblicati il 29 marzo, Ortegas e Hemmer il 30 marzo, M'Benga e Chapel il 31 marzo, Spock e Chin-Riley il 1º aprile e Pike il 2 aprile. Questi promo hanno preceduto la pubblicazione del trailer ufficiale della serie e le locandine, avvenuto il 3 aprile, mentre una versione del trailer è stata proiettata lo stesso giorno alla 64ª edizione dei Grammy Award. L'uscita del trailer ha dato il via a una settimana di celebrazioni per il First Contact Day, festività immaginaria che festeggia il primo contatto tra Umani e Vulcaniani nell'universo di Star Trek, avvenuto il 5 aprile 2063.
Ryan Parker dell'Hollywood Reporter ha affermato che il trailer contiene "azione fantascientifica strabilianti e momenti di nostalgia", mentre Maggie Lovitt di Collider ha dichiarato che il trailer ha in sé "il meglio di entrambi i mondi, combinando i personaggi più amati della serie classica, con le storie maestose e coinvolgenti che hanno resto Star Trek: Discovery una serie amata dai fan". Ryan Britt su Inverse ritiene che la serie sia stata presentata come la versione più mainstream del franchise dal film del 2009, ma con un tono da "avventura spaziale vivace, vecchia scuola e spavalda", più corrispondente alla serie originale, combinata con un approccio moderno ai set e agli effetti, simile ai film reboot. Britt pensa inoltre che alcuni "fan irriducibili" avrebbero contestato questa serie, perché avrebbero desiderato che la serie "sembrasse di più come se fosse stata girata negli anni sessanta. Ma anche che l'obiettivo generale di Strange New Worlds sia troppo populista per preoccuparsene. Così come avvenuto per i reboot, anche questa serie si rivolge a una maggiore audience".
In aprile si è tenuta una tavola rotonda della serie alla convention Star Trek: Mission Chicago, in cui il cast e la troup hanno parlato della prima stagione, rivelando una clip completa del primo episodio, vista durante i promo dei personaggi. I fan presenti alla convention hanno potuto preordinare gli stivali della Flotta Stellare disegnati dallo stilisca di scarpe John Fluevog, in grigio (per uso medico) o in nero standard, che saranno disponibili per l'acquisto presso i punti vendita Fluevog più avanti, nel 2022. Nella Mission Chicago era visitabile anche una mostra di costumi e oggetti di scena utilizzati nella serie, che è stata poi spostata al Paley Center for Media di New York, per una mostra più ampia intitolata The Visionary Universe of Star Trek: Strange New Worlds, che si è tenuta dal 27 aprile al 29 maggio. La prima proiezione pubblica dei primi episodi della serie si è svolta allo stesso Paley Center il 1º maggio, successivamente a una gold carpet première avvenuta il 30 aprile.
A fine luglio 2023, Paramount+ ha annunciato dal Comic-Con di San Diego che l'episodio 9 della seconda stagione sarebbe stato, per la prima volta in assoluto nell'universo del franchise, un musical.

## Distribuzione
La prima stagione della serie, composta da dieci episodi, è stata trasmessa sul canale statunitense Paramount+, per gli Stati Uniti, Sudamerica, Australia e la Scandinavia, dal 5 maggio 2022. I dieci episodi della prima stagione sono stati pubblicati fino al 7 luglio e la seconda stagione è stata pubblicata nel 2023.
La serie è stata pubblicata in Canada da Bell Media, trasmessa su CTV Sci-Fi Channel prima di essere trasmessa sul servizio in streaming Crave, In Nuova Zelanda su TVNZ e in India su Voot. Negli altri stati è stata pubblicata su Paramount+ quando il servizio è stato reso disponibile. In Italia la serie è stata trasmessa dal 15 settembre 2022, in contemporanea alla serie Star Trek: Prodigy, in occasione dell'arrivo in Europa del canale on demand Paramount+.
La seconda stagione è stata trasmessa sempre da Paramount+ a partire dal 15 giugno 2023. La terza stagione è pubblicata dal 17 luglio 2025.

## Accoglienza
Strange New Worlds è stato accolto molto positivamente dalla critica.
Secondo Whip Media, che tiene traccia dei dati degli spettatori per i 19 milioni di utenti in tutto il mondo della loro app TV Time, Strange New Worlds è stata la nuova serie più attesa del maggio 2022, seconda solo alla serie di Disney+ Obi-Wan Kenobi. Secondo Variety è stata una delle 40 serie più attese di tutto il 2022.
Sul sito aggregatore di recensioni Rotten Tomatoes la prima stagione ha riportato un punteggio del pubblico del 99%, con una valutazione media di 8,1/10 basata su 84 recensioni, mentre la seconda ha riportato un voto medio di 8,45/10 basato su 98 recensioni, il 97% delle quali positive. Il consenso critico del sito recita: "Strange New Worlds attraversa un territorio familiare con effetti rinfrescanti, la sua struttura ad episodi autoconclusivi e il cast pieno di sentimento recuperano il senso di scoperta sconfinata della serie originale"; "la superba seconda stagione di Strange New Worlds continua a riconquistare il classico Star Trek con verve moderna". Metacritic, che utilizza una media ponderata, ha assegnato alla serie un punteggio di 80 su 100 basato su 25 recensioni, indicate come "generalmente favorevoli".

## Opere derivate
Il primo romanzo legato alla serie è stato annunciato nell'aprile 2022 con il titolo di The High Country, opera dello scrittore John Jackson Miller. L'uscita del libro è stata pianificata per il 21 febbraio 2023 e racconterà una storia originale su Pike e l'equipaggio dell'Enterprise, costretti ad abbandonare l'astronave durante una missione. Miller, autore di molti romanzi legati al franchise, aveva precedentemente scritto The Enterprise War, che esplorava la storia di Pike e dell'Enterprise prima della seconda stagione di Discovery.

## Riconoscimenti
- Canadian Costume Awards
  - 2023 - Costume Design Excellence in Sci-Fi/ Fantasy Television a Bernadette Croft per l'episodio Un regno da favola[13]
  - 2023 - Excellence in Crafts Award in Textiles ad Anna Pantcheva per la prima stagione della serie[13]
  - 2023 - Excellence in Crafts Award in Building a Sue Furlong, Susan Dicks, Geoff Hughes, Olena Fedorenko per la prima stagione della serie[13]
  - 2023 - Candidatura all'Excellence in Crafts Award in Special FX Building[13]
- Critics Choice Super Awards
  - 2023 - Candidatura alla miglior serie di fantascienza o fantasy, serie limitata o film per la televisione
  - 2023 - Candidatura al miglior attore in una serie di fantascienza o fantasi, serie limitata o film per la televisione ad Anson Mount
- Dragon Awards
  - 2022 - Candidatura alla migliore serie televisivia di fantascienza o fantasy per Henry Alonso Myers e Akiva Goldsman
- Hollywood Critics Association Television Awards
  - 2022 - Legacy Award[12]
  - 2022 - Candidatura alla miglior serie drammatica in streaming[12]
- Online Film & Television Association
  - 2022 - Candidatura al miglior sound editing in una serie televisiva
  - 2022 - Candidatura ai miglior effetti speciali visuali
- Primetime Emmy Awards
  - 2022 - Candidatura al miglior sound editing per una serie commedia o drammatica a Matthew E. Taylor, Michael Schapiro, Kip Smedley, Clayton Weber, John Sanacore, David Barbee, Matt Decker, Alyson Dee Moore, Rick Owens e Chris Moriana per l'episodio Memento Mori
- Saturn Award
  - 2022 - Miglior serie di fantascienza in streaming[11]
  - 2022 - Candidatura al miglior attore in una serie in streaming ad Anson Mount[11]
  - 2022 - Candidatura al miglior attore non protagonista in una serie in streaming ad Ethan Peck[11]
  - 2022 - Candidatura al miglior attore non protagonista in una serie in streaminga Jess Bush[11]
  - 2024 – Miglior guest star in una serie TV a Paul Wesley[139]
- Society of Composers and Lyricists Awards
  - 2023 - David Raksin Award per il talento emergente a Nami Melumad